# Грчко војничко гробље у Пироту
Грчко војничко гробље у Пироту се налази изнад Тијабарског гробља у Пироту. Ово је једино грчко гробље у Србији. Место на коме се гробље налази се зове Метиљавица. Израдњи овог гробља је помогла Гркиња Екатерина Левандис Станковић.

## Изглед
Грчко војничко гробље се налази одмах поред српског војничког гробља. Површина гробља је око 500 метара квадратних. Мермерни споменик је ширине од око 1,5 метар а висина 10 метара, изграђен у облику великог слова Т са каменим рељефом. Ту се налазе и стихови: "За борбу и добро за које сте пали, Српска земља постала вам је мати. Србина и Грка побратимљује једна ловорова грана која се од ваше крви храни и никада не вене".

## Историјат
После мира 1918. године, цела Југословенска дивизија и делови Тимочке дивизије су били на простору саме границе код Царевог Села. Савезничка Врховна команда је имала седам грчких дивизија као резерву савезничке Врховне команде, за поседовање бугарске територије упућена је грчка 3. дивизија са Пелопонеза. Како је тадашњи Цариброд односно Димитровград данас, био под Бугарима, Грци су одседали у Пироту. Ненавикнути на оштру климу и хладну зиму, 1918. и 1919. 318 војника, подофицира и официра је изгубило животе у овој околини. Прикупљене су кости страдалника са гробља из села у којима су били распоређени: Извор, Гњилан, Суводол. Екатерина је уз помоћ њеног мужа - Петром Станковићем, и Пироћанаца сакупила кости из свих пиротских крајева и сахрањени су на брду Метиљавица.
Септембра 1924. године је приређен помен на страдале уз присуство грчких и југословенских војних и цивилних власти. Одбор пиротске општине је донео одлуку да ово гробље уступи у потпуну својину грчке државе. 1988. године на седамдесетогодишњицу пробоја солунског фронта, на Метиљавици је одржана комеморативна свечаност поред српског и грчког војничког гробља. На гробове грчких војника је венце положио тадашњи бригадни генерал и војни аташе у Београду, Епиминондас Галинакис.
После смрти Екатерине, старалац гробља постаје Радмила Сурланџис. На овој свечаности је Галинакис дао Радмили позлаћену спомен-плочу на црном мермеру, дар грчке владе за њен племенити рад. Касније се о гробљу старају њени синови Јован, Теофан и Зоран Сурланџис после њене смрти.